# Pedárito
Pedárito o Pedareto (en griego antiguo: Πεδάριτος o Παιδάρετος, Pedáritos o Paidáretos; mitad del siglo V a. C.-Quíos, 411 a. C.), hijo de León, fue un almirante espartano.

## Biografía
Pedárito fue enviado al Helesponto en el 412  a. C., para mandar la flota espartana conjuntamente con Astíoco; después de la captura de Yaso, a finales del verano de ese año, fue nombrado comandante de la guarnición de Quíos, donde se instaló. Después de haber marchado por tierra desde Mileto, llegó a Eritras, y llegó a Quíos cuando los habitantes de Lesbos habían demandado ayuda a Astíoco para apoyarlos en la revolución que habían planeado. Sin embargo, dada la renuencia de los habitantes de Quíos y el rechazo de Pedárito, hubo que abandonar el plan.
Cuando los atenienses, mandados por Estrombíquides, fortalecieron Delfinio poniendo en dificultades a Quíos, Astíoco estaba remiso y no se decidía a actuar; los quiotas y Pedárito no cesaban de enviarle mensajes pidiéndole que fuera en su ayuda con todas sus naves, puesto que se hallaban sitiados, bloqueados por mar y sometidos a pillaje por tierra. Se quejó de su conducta, haciendo que viniera una comisión para indagar.
Cuando el ejército ateniense estaba sólidamente establecido detrás de sus fortificaciones, la mayor parte de la población esclava quiota, que era muy numerosa se pasó a los atenienses y causaron graves daños. 
Parece que también Pedárito, había actuado con notable aspereza, tanto así que algunos exiliados de Quíos se quejaron a Esparta, tanto así que incluso su madre Teleutia le reprendió por carta. Mientras tanto los atenienses continuaron sus operaciones en Quíos, completado las fortificaciones.
El laconio Jenofántidas fue a Rodas enviado desde Quíos por Pedárito para advertir que la fortificación ateniense de Delfino ya estaba concluida, y que si no acudían con toda la flota peloponesia, Quíos estaba perdida. Mientras, Pedárito con las tropas mercenarias que tenía y con todas las fuerzas de Quíos, atacó el muro que protegía las naves atenienses y logró apoderarse de un tramo del mismo y apresar algunas naves que estaban varadas; pero los atenienses acudieron contra ellos, pusieron en fuga a los quiotas y vencieron al resto de contingentes de Pedárito. El propio Pedárito murió junto con muchos soldados quiotas.